# Monumento à Independência do Brasil
O Monumento à Independência do Brasil, também chamado de Monumento do Ipiranga ou Altar da Pátria, é um conjunto escultórico em granito e bronze pertencente ao Parque da Independência. Localiza-se na cidade de São Paulo, às margens do Riacho do Ipiranga, no lugar histórico onde D. Pedro I teria proclamado a independência do Brasil do Reino Unido de Portugal, Brasil e Algarves em 7 de setembro de 1822. O Monumento foi inaugurado como parte das comemorações ao centenário da independência, em 1922, embora tenha sido concluído apenas quatro anos depois.

## História
O Monumento à Independência do Brasil, ou Altar da Pátria, como também é chamado, foi inaugurado em 1922, para as comemorações do centenário da Independência do Brasil. Produzido em granito, o monumento é ornado com várias estátuas de bronze que representam momentos importantes do evento histórico que selou os destinos da nação.
Na lateral esquerda, há uma estátua que representa a Inconfidência Mineira, que ocorreu em 1789, e na lateral direita, há uma que exibe os Revolucionários Pernambucanos, de 1817. No topo, na área central do monumento, há uma interpretação da famosa obra do pintor Pedro Américo, que simboliza o famoso grito da independência.
O monumento foi inaugurado ainda incompleto em 1922, tendo sido finalizado quatro anos mais tarde, em 1926. É parte integrante do conjunto urbanístico do Parque da Independência, onde encontra-se também o edifício-monumento erguido em 1890, que hoje abriga o Museu do Ipiranga, além da Casa do Grito. 
Manfredo Manfredi foi o responsável por arquitetar o Altar da Pátria, e quem esculpiu foi Ettore Ximenes, ambos eram italianos, que trabalharam em conjunto para formar o que conhecemos hoje.

## O Monumento
O monumento é formado por um conjunto de esculturas em granito e bronze, representando três esferas do poder executivo (federal, estadual e municipal). 
Na frente, o painel Independência ou Morte mostra um grupo de homens em cavalos. Na esquerda, esculturas representam os Inconfidentes Mineiros (liderados por Tiradentes, pretendiam implantar a República no Brasil). Na direita, esculturas trazem os Revolucionários Pernambucanos, homens que também lutaram pela implantação da República. Em 1952 foi inaugurada uma pira com fogo simbólico no monumento.
No subsolo do monumento fica a Capela Imperial, onde estão os restos mortais de dom Pedro I, dona Maria Leopoldina e dona Amélia de Leuchtenberg. Exposições de objetos ainda contam a história da Independência do Brasil e detalhes da família imperial. 

## Cripta Imperial
No interior do Monumento e abaixo dele, a partir de 1953, foi iniciada a obra da Cripta Imperial. No ano seguinte foram nela depositados os despojos da Imperatriz Leopoldina. Em 1972 foram nela depositados os restos mortais de D. Pedro I, e em 1984, os restos mortais de D. Amélia de Leuchtenberg. Em 2000 foi projetado pelo Departamento do Patrimônio Histórico (DPH) uma forma de acesso ao interior do monumento, onde está a cripta em que jazem os restos mortais, também conhecida como Capela Imperial. Tanto a cripta quanto o Monumento à Independência são geridos pela Secretaria Municipal de Cultura de São Paulo, pelo Museu da Cidade de São Paulo e pelo Departamento do Patrimônio Histórico.
Dos restos mortais de Dom Pedro I somente seu coração não foi trasladado à Cripta, permanecendo na Igreja da Lapa, no Porto. Dom Pedro I e D. Amélia foram trasladados do Panteão dos Braganças em Lisboa, e D. Leopoldina foi trasladada do Convento de Santo Antônio na cidade do Rio de Janeiro.

## Galeria

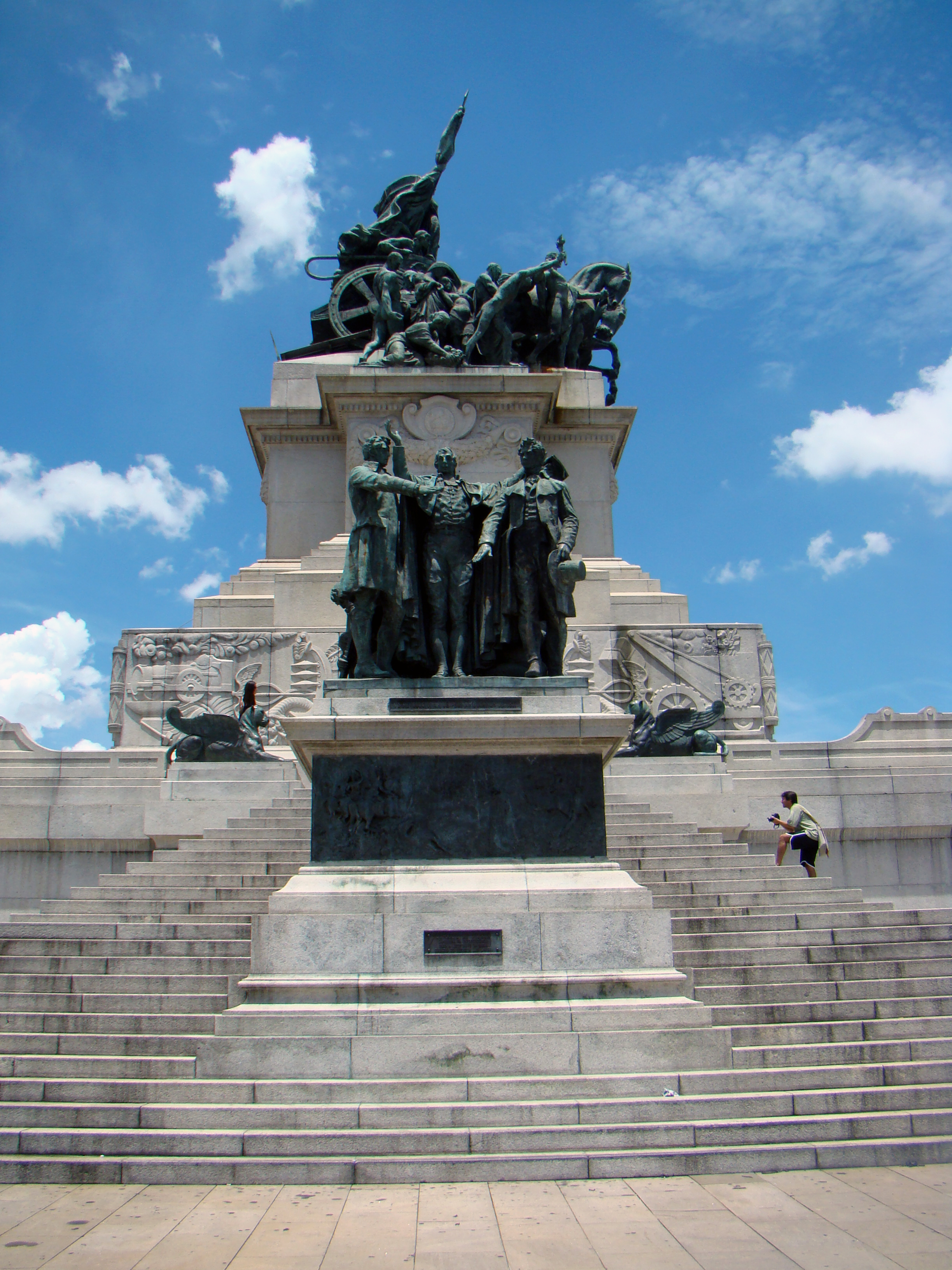
Lateral direita: grupo escultórico representando Os Revolucionários Pernambucanos de 1817
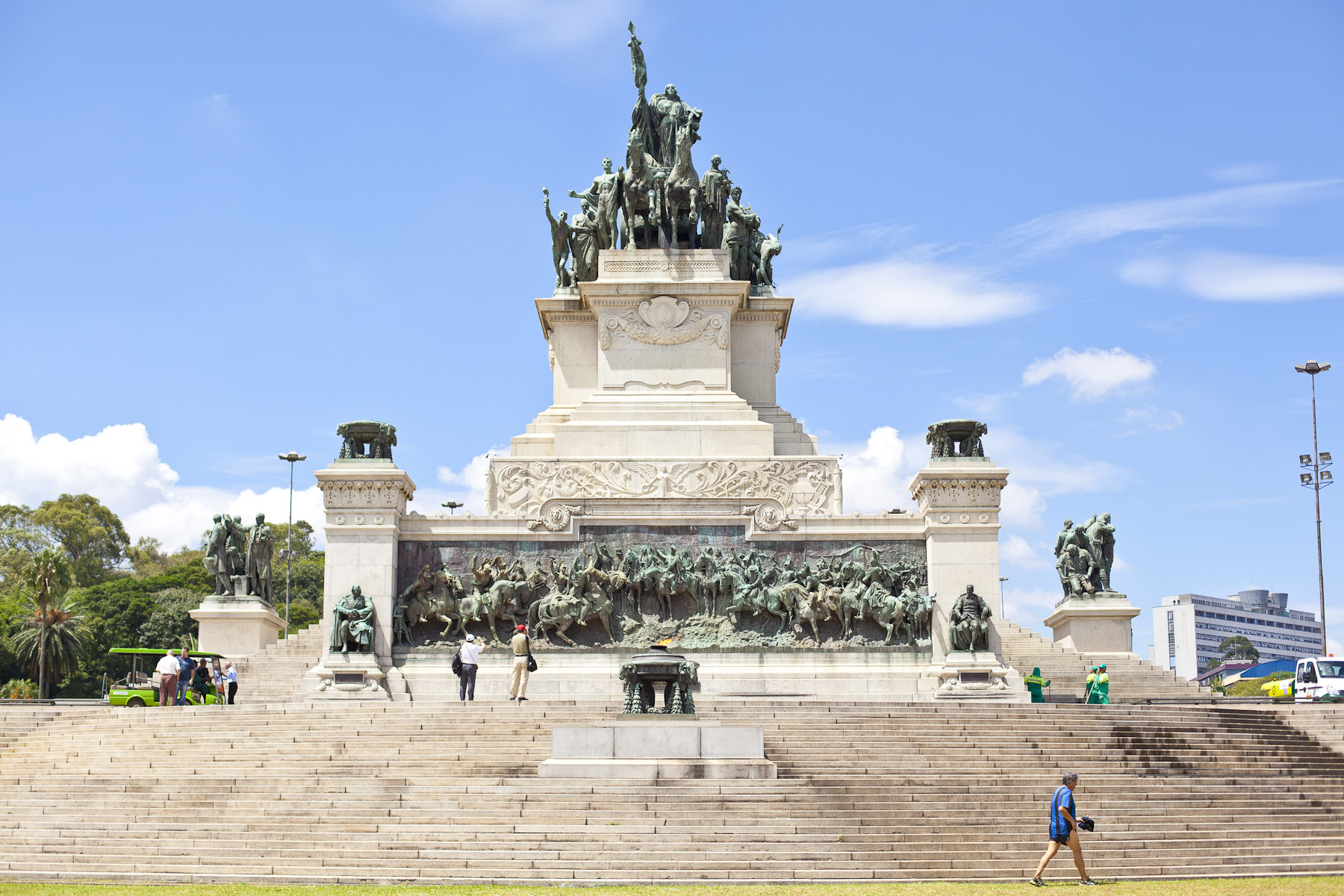
Face frontal: painel em alto-relevo denominado "Independência ou Morte"; e no topo, o grupo escultórico Marcha Triunfal da Nação Brasileira
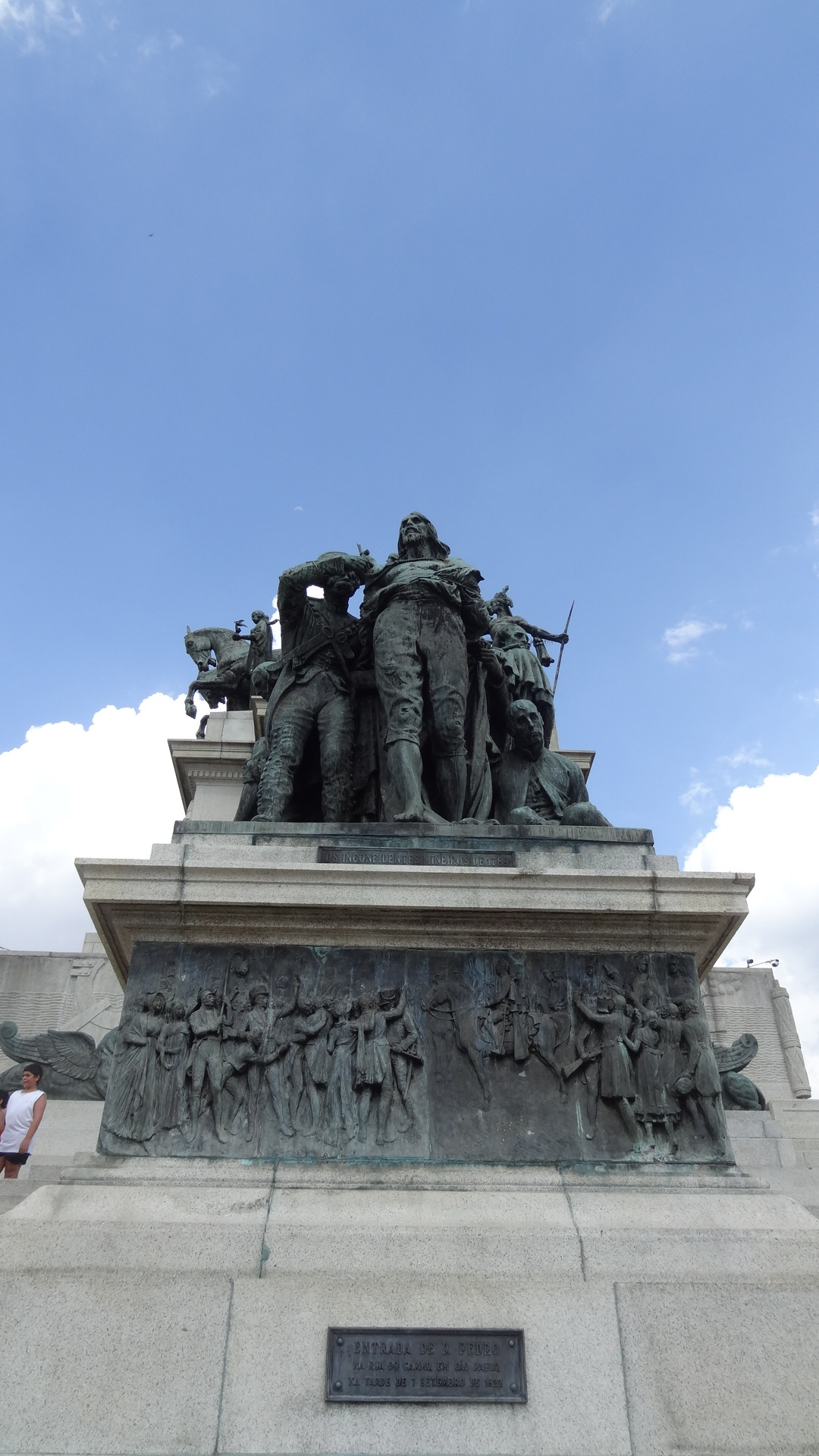
Lateral esquerda: grupo escultórico representando Os Inconfidentes Mineiros de 1789
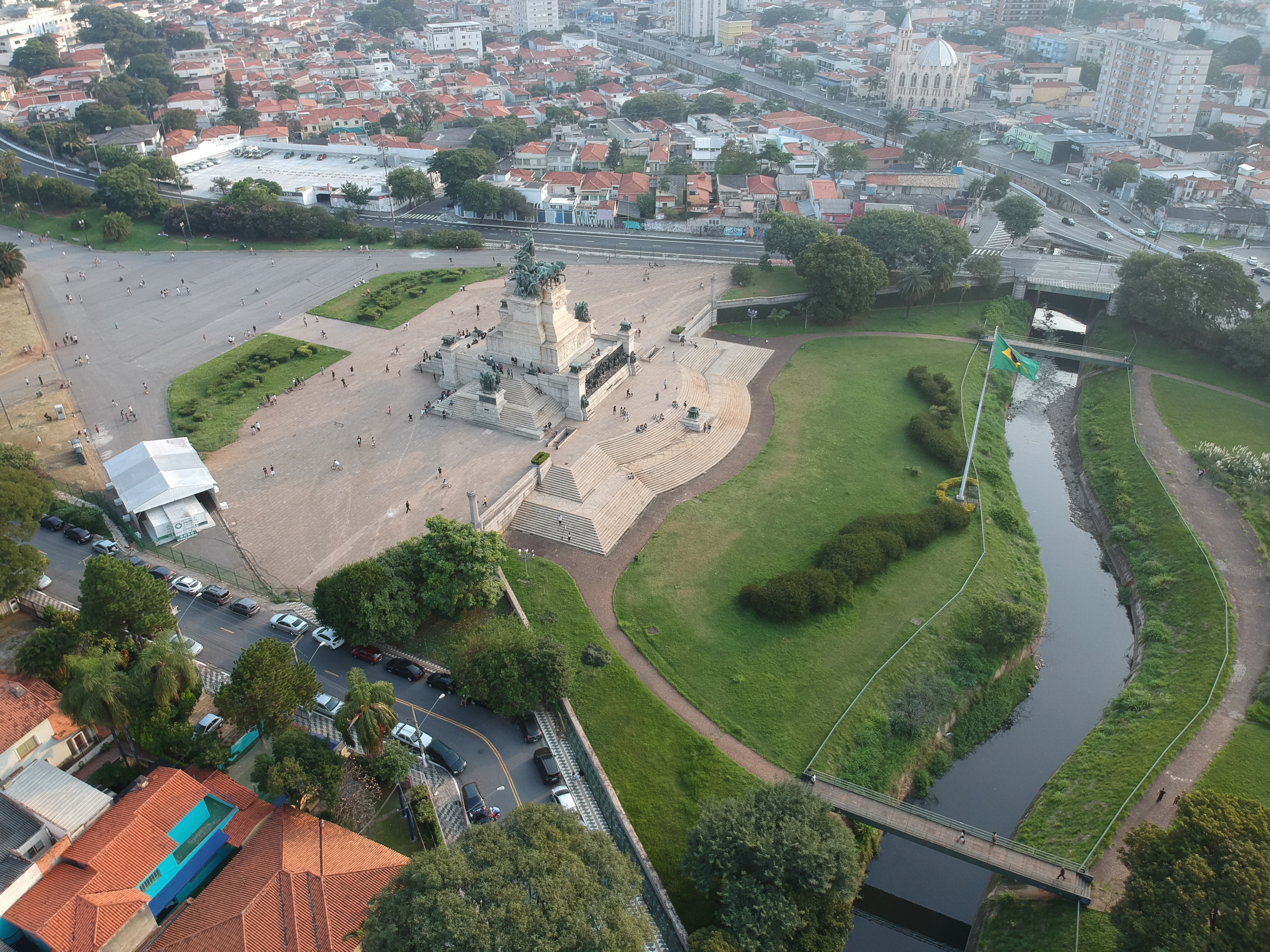
Vista área do monumento em frente ao córrego do Ipiranga, e avenida Ricardo Jafet ao fundo
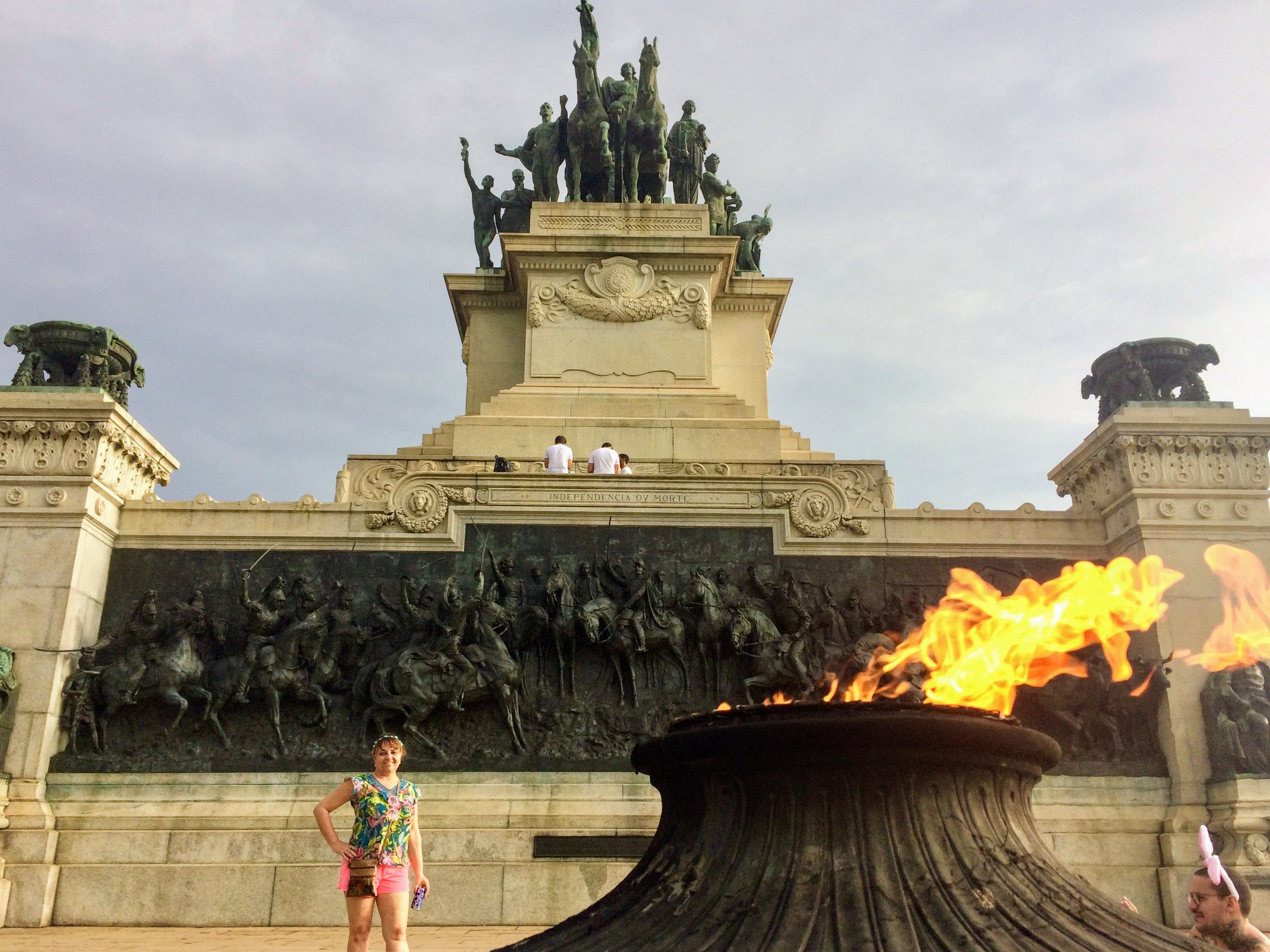
Vista frontal com a pira patriótica e o painel com a obra "Independência ou Morte" de Pedro Américo.
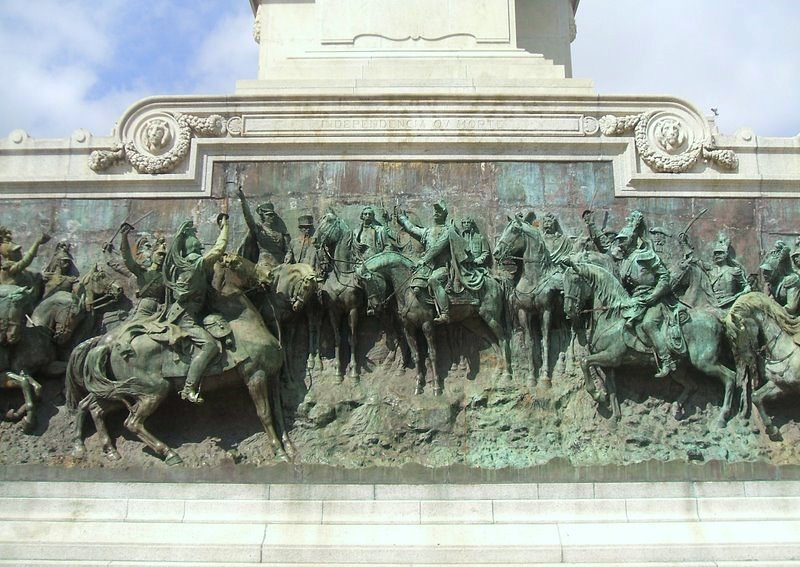
Vista frontal do painel com a obra "Independência ou Morte" de Pedro Américo.
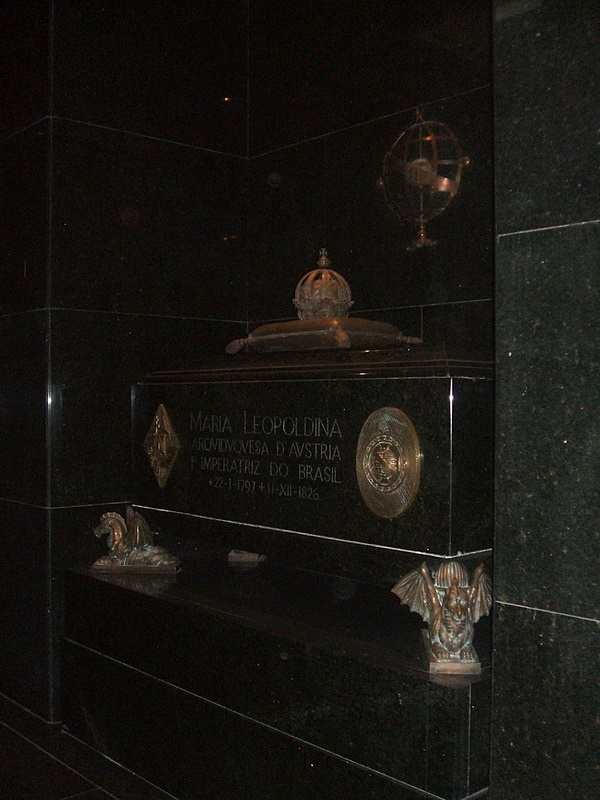
Túmulo da Imperatriz D. Leopoldina, na Cripta Imperial do Monumento à Independência.
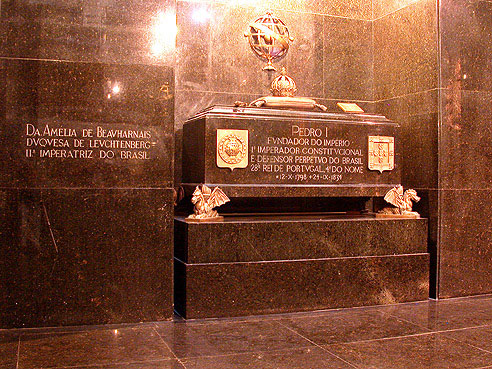
Túmulo da Imperatriz D. Amélia de Leuchtenberg e do Imperador Dom Pedro I, na Cripta Imperial do Monumento à Independência.